# 英奇号护航驱逐舰
英奇号护航驱逐舰（英語：USS Inch，舷号：DE-146），是美国海军于第二次世界大战期间建造的一艘埃德索尔级护航驱逐舰，其舰名取自理查德·英奇（Richard Inch）少将。
该舰由少将的儿媳菲利普·L·英奇（Philip L. Inch）女士冠名，于1943年1月19日在德克萨斯州奥兰治联合钢铁厂铺设龙骨，随后于4月4日下水。1943年9月8日，英奇号正式服役，交由查尔斯·威廉·弗雷（Charles William Frey）少校指挥。

## 设计与装备
埃德索尔级护航驱逐舰的设计与巴克利级护航驱逐舰类似，均采用长船体并建有较高的舰桥。该级护航驱逐舰配备3英寸（76毫米）50倍径单装主炮，后续曾计划更换为5英寸（127毫米）38倍径主炮，但最终没有实际执行。该级护航驱逐舰由4台费尔班克斯-莫尔斯38D8-1/8-10内燃机提供动力，总功率最高可达6000匹马力，最高航速21节。其燃料舱可携带312吨重油，在12节航速下航程可达11000海里。此外，该级舰船还配备有较完善的侦查搜索系统，包括SL或SU水面雷达、SA对空雷达、QC声呐系统以及用于监听潜艇无线电的HF/DF天线。

## 服役历史
在百慕大海域完成试航调整后，英奇号长期护送船队往返弗吉尼亚州诺福克与纽约。1944年初，她被调至以克罗坦号护航航空母舰为核心的猎潜大队，3月24日，舰队出发开始搜寻德军U型潜艇。此后的数个月内，英奇号参加了多次反潜任务。6月11日夜，英奇号与姊妹舰弗罗斯特号、休斯号一同发现了一艘敌军潜艇，3艘驱逐舰持续追踪并投下超过40枚深水炸弹，成功将U-490号潜艇逼出水面。U-490号随后发出求救信号，但3艘美军舰船认为有诈并开火将其击沉，最终全部60名德军艇员均被盟军舰船救起。
U-490号沉没后不久，克罗坦号放飞的飞机就发现了U-154号潜艇，舰队于7月3日对其展开攻击并成功将其击沉。此后，英奇号一直跟随猎潜大队执行巡逻和反潜任务。1945年5月14日，英奇号驶抵纽约开始大修，修理完成后其在古巴关塔那摩湾进行了试航调整。随着纳粹德国投降，英奇号于7月23日经巴拿马运河进入太平洋，随后途经加利福尼亚州圣迭戈，最终于8月12日抵达珍珠港，3天后，日本投降。
完成训练与战备演习后，英奇号于9月5日出发返回美国东岸，最终于9月28日抵达诺福克。1946年5月17日，英奇号于当地退役并加入美国海军预备舰队。1972年10月1日，英奇号自美国海军除籍，随后于1974年3月21日被出售拆解。

## 荣誉
英奇号在第二次世界大战中共获得4枚战斗之星，其服役期间所获荣誉如下表所示：
|  |                                                       |  |
|  | Bronze star · Bronze star · Bronze star · Bronze star |  |

| 战斗行动奖章 （追授） |                                        |                        |
| 美国战役奖章          | 欧洲-非洲-中东战役奖章 （4枚战斗之星） | 第二次世界大战胜利奖章 |

## 历任舰长
| 姓名       | 译名             | 军衔 | 所属军种       | 任职时间                   |
| ---------- | ---------------- | ---- | -------------- | -------------------------- |
|            | 查尔斯·威廉·弗雷 | 少校 | 美国海军预备役 | 1943年9月8日               |
|            | 大卫·A·塔夫茨    | 少校 | 美国海军预备役 | 1944年5月16日              |
|            | 伦纳德·欧文·莱文 | 上尉 | 美国海军预备役 | 1945年10月26日             |
|            | 克莱德·D·里斯    | 中尉 | 美国海军预备役 | 1946年4月3日-1946年5月17日 |
| 参考文献： |                  |      |                |                            |